# Qailertetang
Qailertetang est une déesse de la mythologie inuite qui s'occupe des animaux, des pêcheurs et des chasseurs et qui contrôle la météo. C'est une compagne de la déesse Sedna auprès de laquelle elle habite au fond de la mer, en compagnie de phoques, de baleines et d'autres créatures marines. Qailertetang est dépeinte comme une "grande femme aux membres très lourds". Dans les rituels, elle est servie par un chaman mâle bispirituel "vêtu d'un costume de femme et portant un masque en peau de phoque".